# Stan Van Tricht
Stan Van Tricht (Lovaina, 20 de septiembre de 1999) es un ciclista belga miembro del equipo Alpecin-Deceuninck.

## Biografía
Se unió al equipo Quick-Step Alpha Vinyl Team para los años 2022 y 2023, habiendo sido stagiaire con el equipo la temporada anterior.

## Palmarés
2024
- Coppa Bernocchi

## Equipos
- SEG Racing Academy (stagiaire) (2019)[1]
- SEG Racing Academy (2020-2021)
- Deceuninck-Quick-Step (stagiaire) (2021)[1]
- Quick-Step (2022-2023)
  - Quick-Step Alpha Vinyl Team (2022)
  - Soudal Quick-Step (2023)
- Alpecin-Deceuninck (2024-)